# Переверза Петро Іванович
Петро́ Іва́нович Переве́рза (нар. 10 липня 1994, с. Багате, Ізмаїльський район, Одеська область, Україна) — український футболіст, нападник ПФК «Суми».

## Кар'єра гравця
Вихованець УФК (Харків). Після завершення навчання грав в аматорській команді «Дунай» (Багате, Одеська область). Також на аматорському рівні виступав за збірну Ізмаїльського району. У лютому 2014 року став футболістом одеського «Чорноморця». Грав у молодіжній команді «моряків».
25 квітня 2015 року Переверза провів перший поєдинок в українській Прем'єр-лізі, вийшовши замість Артема Філімонова у другому таймі матчу проти донецького «Металурга». Це була єдина гра футболіста в сезоні 2014/15 у складі першої команди одеситів. 29 липня 2016 року було оголошено, що Петро Переверза переданий на один рік в оренду одеській «Жемчужині». Однак 21 серпня того ж року було оголошено, що гравець повернувся до складу «моряків». Напередодні початку сезону 2017/18 років на правах оренди перейшов до «Балкан», однак зігравши 3 поєдинки у першій лізі залишив розташування клубу з Одещини.
1 березня 2018 року підсилив склад ПФК «Сум».